# Gregg Allman
Gregory Lenoir Allman (Nashville, 8 de dezembro de 1947 - Savannah, 27 de maio de 2017) foi um cantor, guitarrista, tecladista e compositor estadunidense, membro fundador da banda The Allman Brothers Band. Ele foi introduzido juntamente com sua banda no Salão da Fama e Museu do Rock and Roll em 1995. Está em 70º lugar na lista dos 100 maiores vocalistas de todos os tempos" pela revista Rolling Stone.

## Biografia
Gregory LeNoir Allman nasceu em Nashville, no Tennessee em 1947, no Hospital St. Thomas, filho de Willis Turner Allman e Geraldine Robbins Allman. O casal se conheceu durante a Segunda Guerra Mundial, em Raleigh, na Carolina do Norte, onde Willis estava de folga do Exército. Os dois se casaram pouco depois e se mudaram para Vanleer, também no Tennessee, em 1945. Seu primeiro filho, Duane Allman, nasceu em Nashville em 1946.
Willis foi promovido a capitão e em 1949, ao oferecer uma carona a um andarilho na estrada, foi baleado e morreu. Geraldine então se mudou para Nashville com seus dois filhos e não se casou de novo. Sem dinheiro para sustentar os filhos, ela se inscreveu num curso de contabilidade. Como o curso era de tempo integral, Gregg e seu irmão mais velho foram enviados para a Academia Militar de Castle Heights, em Lebanon, no Tennessee, o que chateou Gregg, que passou a acreditar que sua mãe não gostava dele. Contudo, posteriormente, ele compreendeu os sacrifícios que ela precisou fazer.
| “ | Na verdade, ela estava sacrificando tudo o que podia - estava trabalhando o tempo todo, passando na faculdade apenas por um fio, para não nos mandar para um orfanato, que teria sido um inferno. | ” |

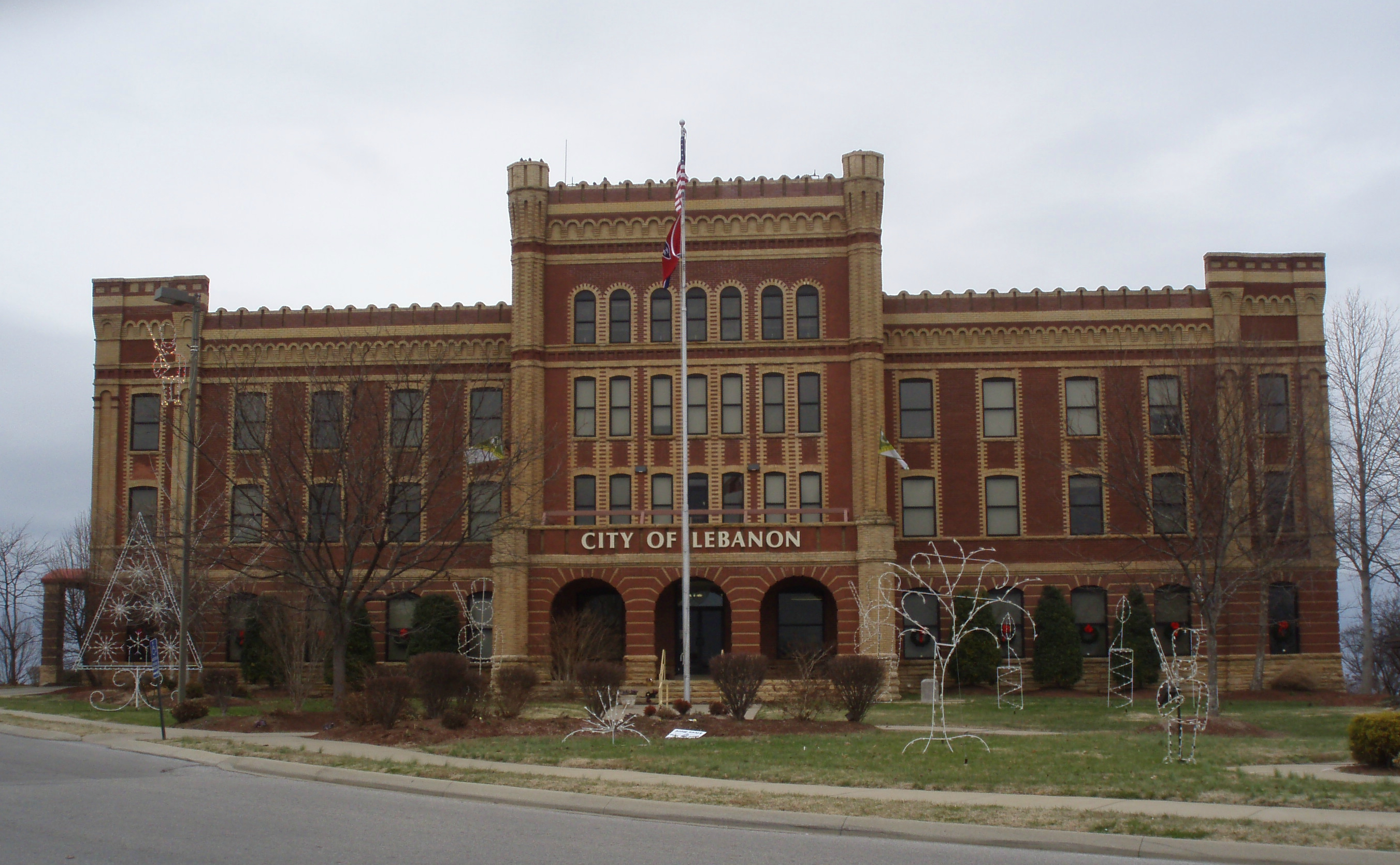
Gregg e seu irmão Duane estudaram na Academia militar de Castle Heights, em Lebanon, no Tennessee, quando eram crianças.

Enquanto seu irmão adotou um estilo combativo para sobreviver na escola, Gregg se sentia deprimido. Sem muito o que fazer, ele começou a se interessar pela medicina e odontologia. Raramente era assediado pelos colegas na escola por conta do irmão mais velho, mas era agredido pelos professores pelas notas ruins. Os dois apenas retornaram à Nashville para a graduação da mãe. A família mudou-se depois disso para Daytona Beach, na Flórida, em 1959. Em dois momentos, Gregg se recorda de ter contato com a música: na primeira vez ele e o irmão foram a um show, em Nashville, de Jackie Wilson, B.B. King, Otis Redding e Patti LaBelle e com seu vizinho mentalmente instável, Jimmy Banes, que lhe apresentou a guitarra e lhe ensinou a tocar alguns acordes.
Gregg trabalhou como vendedor de jornais para poder pagar por uma guitarra Silvertone que comprou na Sears, depois de guardar algum dinheiro. Junto do irmão, aprendeu a tocar o instrumento, momento em que os dois se tornaram muito próximos. Em Daytona, ele se juntou a um grupo da Associação Cristã de Moços, chamado de "Y Teens", onde puderam tocar junto de outras pessoas pela primeira vez. Aos 10 anos de idade, ele voltou para a academia militar junto de Duane, onde formaram uma banda, os Misfits. Apesar da banda e da companhia do irmão, Gregg se sentia deslocado naquele ambiente e deixou a escola, voltando para Daytona, determinado a continuar na música, onde formou outra banda, os Shufflers, em 1963. Terminou o ensino médio na Escola Seabreeze, em 1965, mas Gregg não tinha notas boas, tendo mais interesse em mulheres e música.

## Carreira

### As primeiras bandas (1960–1968)
Gregg e Duane conheceram diversos músicos na região de Daytona Beach. Foi assim que conheceram Floyd Miles, com quem começaram uma banda, os Houserockers. Algum tempo depois eles formaram sua banda de verdade, os Escorts, que tocava nos clubes de R&B pela cidade e nos arredores. Quem cantava nos demos iniciais era Duane, mas ele encorajou seu irmão mais novo a cantar em seu lugar.
| “ | Nós ensaiávamos todos os dias no clube, íamos almoçar, ensaiávamos um pouco mais, íamos para casa e tomávamos um banho, então íamos ao show. Às vezes nós ensaiávamos depois de chegar em casa vindo do show também, bastava sair da acústica e tocar. No dia seguinte, íamos almoçar, ensaiar e fazer tudo de novo. ensaiávamos constantemente. | ” |

Os irmãos gastavam todo o dinheiro que ganhavam em discos, na tentativa de aprender com eles. O grupo tocava constantemente enquanto a música se convertia em todo seu foco, tanto que Gregg perdeu sua graduação no ensino médio porque estava tocando naquela noite. Em sua autobiografia, Gregg se lembra de ouvir às rádios de R&B de Nashville e descobrir nomes como os de Muddy Waters, que seria um pivô para sua evolução como músico. Gregg também escapou do alistamento militar para a Guerra do Vietnã ao atirar intencionalmente contra o próprio pé.
Os Escorts evoluíram para os Allman Joys, o primeiro sucesso da banda dos irmãos. Depois de ganharem alguma notoriedade local naquele verão, eles caíram na estrada no outono de 1965 para vários shows no meio oeste. O primeiro show deles fora de Daytona foi em Mobile, Alabama, por 22 semanas seguidas. Em seguida, foram para Pensacola, onde tocaram por várias semanas no Sahara Club. Pensacola se tornaria um ponto de virada na vida de Gregg, onde ele aprendeu a como cativar a audiência e a como manter uma presença no palco. Foi também nessa cidade que ele aprendeu a tocar órgão para a turnê.
No verão seguinte, eles tiveram condições financeiras de alugar um estúdio em Nashville, onde gravaram várias músicas, auxiliados por uma infinidade de drogas. As gravações foram posteriormente lançadas com o nome de Early Allman, em 1973, para o desgosto de Gregg, que saturado de apenas tocar covers de músicas, decidiu partir para as próprias composições. Os irmãos acabram permanecendo em St. Louis, onde na primavera de 1967, começaram a tocar junto de Johnny Sandlin e Paul Hornsby, além de outros músicos. Eles pensaram em separar o grupo, mas Bill McEuen, gerente da Nitty Gritty Dirt Band, os convenceu a se mudar para Los Angeles, custeando todo o processo.
Bill conseguiu para eles um contrato com a Liberty Records, em junho de 1967, onde eles começaram a gravar um álbum sob o nome de "Hour Glass", nome sugerido pelo produtor, Dallas Smith. Gravar era uma experiência difícil para os irmãos, pois eles se consideravam vendidos por precisarem do dinheiro do contrato para poderem sobreviver. Em shows, eles se recusavam a tocar qualquer música de seu álbum de estreia como os Hour Glass, lançado em outubro daquele ano, optando por tocar blues no lugar. Os shows, no entanto, eram escassos, já que a Liberty Records permitia apenas uma apresentação por mês.
Após algumas mudanças de pessoal, eles gravaram seu segundo álbum, Power of Love, lançado em março de 1968, ainda como Hour Glass. O álbum tinha mais músicas originais de Gregg, porém eles ainda se sentiam presos ao processo industrial da gravação. A banda embarcou em uma pequena turnê e gravaram algumas demos novas no FAME Studios, em Muscle Shoals, no Alabama. A Liberty não gostou das gravações e a banda se desfez quando Duane ofendeu os executivos da gravadora. Eles os ameaçaram com a geladeira, impedindo-os de gravar com qualquer outro selo por um prazo de até sete anos. Gregg continuou na Liberty, onde deu a eles todos os direitos de seu primeiro álbum em carreira solo. O restante da banda ironizou Gregg, alegando que ele estava aterrorizado demais de sair da gravadora e voltar para Nashville.
Enquanto isso, Duane Allman voltou para a Flórida, onde conheceu o baterista Butch Trucks, da banda "31st of February". Em outubro de 1968, a banda gravou várias músicas, com o auxílio dos irmãos Allamn. Gregg retornou a Los Angeles para cumprir sua parte do acordo com a Liberty Records, escrevendo várias composições originais em seu órgão Hammond, no estúdio. Duane começou a trabalhar com a FAME Studios, onde passou a montar uma nova banda, com dois guitarristas e dois bateristas. Com sua parte do acordo cumprida com a Liberty, Gregg foi até Jacksonville, na Flórida, em março de 1969, para tocar com a nova banda. Inicialmente, ele acreditava que ter dois bateristas seria uma experiência ruim, mas ele ficou genuinamente surpreso em como as coisas deram certo.

### The Allman Brothers Band

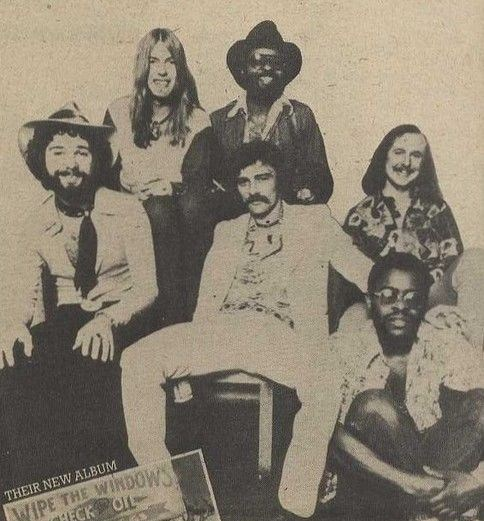
The Allman Brothers Band em 1976

A nova banda se mudou para Macon, Geórgia, onde os integrantes ficaram bastante unidos, tocando, compondo, consumindo drogas e passando bastante tempo no Cemitério de Rose Hill, em Macon, onde escreveram diversas músicas. O grupo reescreveu velhas composições de blues, como "Trouble No More" e "One Way Out", improvisando jams como "Mountain Jam". Lutando ainda com o passado, Gregg se tornaria o principal compositor da banda.
O álbum de estreia de The Allman Brothers Band, sem nome, foi lançado em novembro de 1969, pela Atco Record e Capricorn Records, mas que não teve sucesso comercial, vendendo menos de 35 mil cópias em seu lançamento. Eles continuaram tocando juntos em 1970, com mais de 300 datas marcadas na turnê. Seu segundo álbum, Idlewild South, foi lançado em setembro de 1970, pelos mesmos selos do primeiro, menos de um ano depois do álbum anterior.
A sorte da banda começaria a mudar durante 1971, quando seus lucros começaram a dobrar. Seus shows eram os principais responsáveis pelo lucro que não conseguiam com os álbuns de estúdio e assim Gregg percebeu que eles precisvam de um álbum gravado ao vivo. O álbum At Fillmore East, foi gravado em Nova York e lançado em julho de 1971, pela Capricorn Record. Enquanto os álbuns anteriores da banda levavam meses para entrar nas listas de mais vendidos, At Fillmore East estreou já no Top 200, galgando posições rumo ao topo nas semanas seguintes.
At Fillmore East chegou até a posição de número 13 no top da Revista Billboard, tornando-se um sucesso comercial instantâneo para a banda. Apesar do grande sucesso e lucro, muitos membros da banda e seus seguidores sofriam com o vício de várias drogas. Enquanto todos concordaram em parar com a heroína, eles não conseguiram deixar de consumir cocaína. Gregg chegou a mentir para seu irmão a respeito do consumo de cocaína.
Logo após At Fillmore East ganhar um disco de ouro em vendas domésticas, Duane Allman morreu em um acidente de moto, em Macon. Gregg tocou Melissa em seu funeral, a música favorita de seu irmão. Depois do enterro, ele garantiu aos colegas de banda que o trabalho continuaria. De luto, Gregg viajou para a Jamaica por várias semanas.
| “ | Tentei tocar e cantar, mas não conseguia compôr muito. Nos dias e semanas que se seguiram, eu imaginava se encontraria novamente a paixão, a energia e o amor de fazer música. | ” |

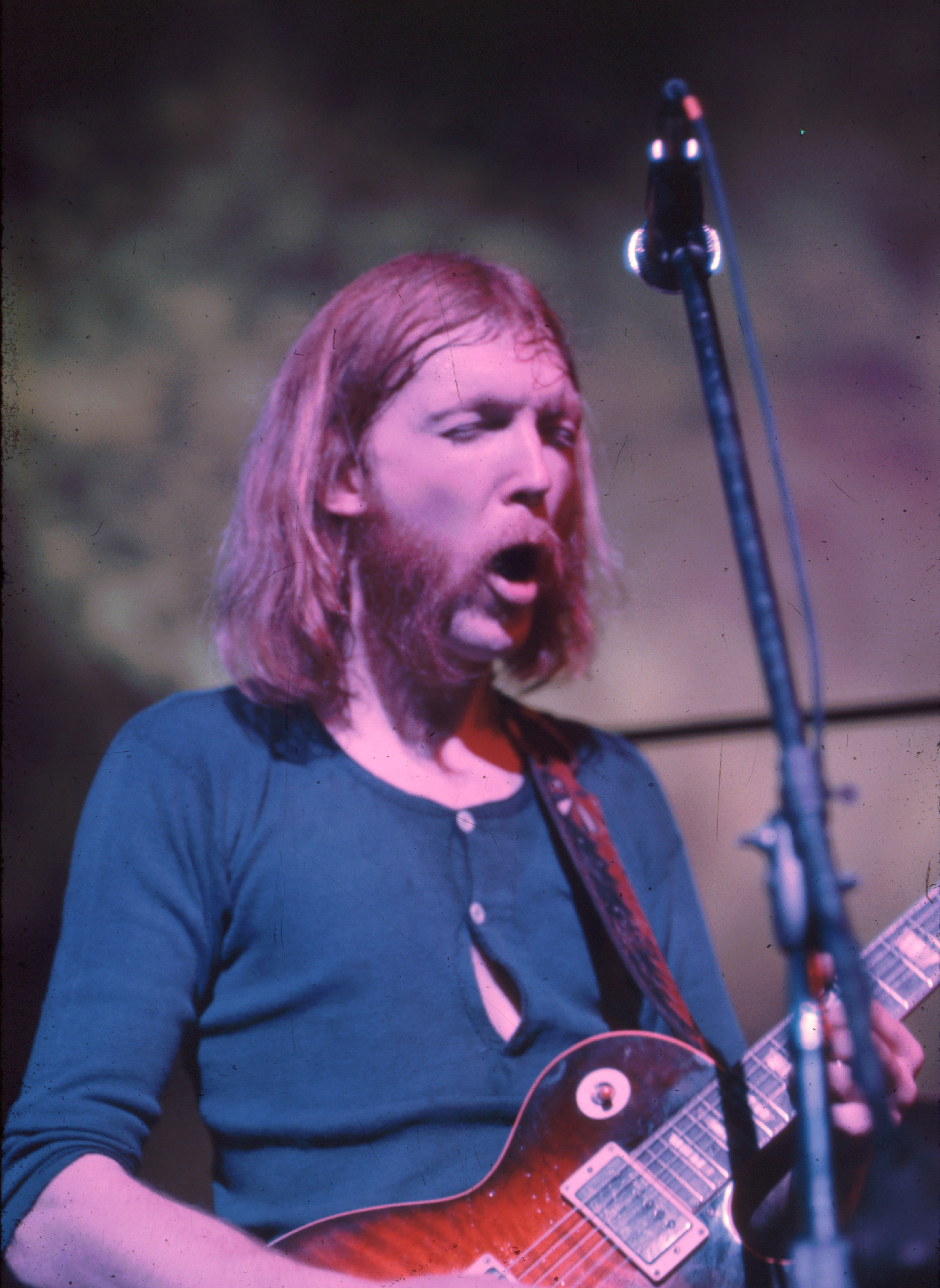
Duane Allman, morto em um acidente de moto, em 1971

Enquanto a banda estava de luto, At Fillmore East tornou-se um estrondoso sucesso nos Estados Unidos. Gregg se ressentia de finalmente eles terem alcançado o sucesso que sempre quiseram e seu irmão não estar mais lá para usufruir.
| “ | Quando ficava com raiva, orava para ele me perdoar, percebendo que meu irmão sofreu uma batida. (...) Não que eu tenha superado isso - eu ainda não consegui superar isso. Eu não sei o que significa superar, realmente. Não choro mais, porém penso nele em todos os dias da minha vida. (...) Talvez o grande aprendizado sobre dor e luto foi que eu cresci um pouquinho e percebi que a morte é parte da vida. Agora eu posso falar com meu irmão pela manhã que ele me responde à noite. Me abri à morte e a aceitei e acho que esse é o processo do luto. | ” |

## Família
Gregg Allman foi casado seis vezes: Shelley Jefts (de 1971 até o divórcio em 1972); Janice Mulkey (de 1973 até o divórcio em 1974); Cher (de 1975 até o divórcio em 1979); Julie Bindas (de 1979 até o divórcio em 1984); Danielle Galliano (de 1989 até o divórcio em 1994) e; Stacey Fountain (de 2001 até o divórcio em 2008) e teve cinco filhos, entre eles Elijah Blue Allman, vocalista e guitarrista da banda de metal industrial Deadsy. 

## Morte
Em 1999, ele foi diagnosticado com hepatite C e vinha enfrentando problemas de saúde desde então, tendo passado por um transplante de fígado em 2010. Ele morreu em 27 de maio de 2017, aos 69 anos, em sua casa em Savannah, Geórgia, devido a complicações causadas por um câncer de fígado.